# Buch am Erlbach
Buch am Erlbach je obec v německé spolkové zemi Bavorsko, v zemském okrese Landshut ve vládním obvodu Dolní Bavorsko.
V roce 2014 zde žilo 3 646 obyvatel.

## Poloha
Sousední obce jsou: Eching, Hohenpolding, Kirchberg, Langenpreising, Moosburg an der Isar a Vilsheim.